# Richmond (Oregón)
Richmond es un área no incorporada ubicada en el condado de Wheeler en el estado estadounidense de Oregón. Richmond se encuentra ubicada al sureste con la intersección de la Ruta de Oregón 207.

## Geografía
Richmond se encuentra ubicado en las coordenadas 44°43′51″N 119°59′32″O / 44.73083, -119.99222.